# Tordómar
Tordómar község Spanyolországban, Burgos tartományban. Tordómar Santa Cecilia, Lerma, Avellanosa de Muñó, Royuela de Río Franco, Villahoz és Zael községekkel határos. Lakosainak száma 298 fő (2024).

## Népesség
A település népessége az utóbbi években az alábbiak szerint változott:
| Lakosok száma | 395  | 351  | 365  | 371  | 373  | 353  | 349  | 336  | 329  | 298  |
|               | 2001 | 2004 | 2006 | 2009 | 2011 | 2014 | 2016 | 2019 | 2021 | 2024 |